# Sân bay Embu
Sân bay Embu (ICAO: HKEM) là một sân bay ở Embu, Kenya.